# Kacykowiec andyjski
Kacykowiec andyjski, kacyk andyjski (Cacicus chrysonotus) – gatunek średniej wielkości ptaka z rodziny kacykowatych (Icteridae); stosunkowo rzadko występujący w górskich lasach tropikalnych na zboczach Andów od zachodniej Wenezueli do środkowej Boliwii. Tworzy dwie odrębne subpopulacje – północną i południową, dawniej przez niektórych autorów traktowane jako osobne gatunki. Jest uznawany za gatunek najmniejszej troski.

## Systematyka
Gatunek po raz pierwszy zgodnie z zasadami nazewnictwa binominalnego opisali Alcide d’Orbigny i Frédéric de Lafresnaye, nadając mu nazwę [Cassicus] Chrysonotus. Opis ukazał się w 1838 roku w „Magasin de zoologie”. Jako miejsce typowe autorzy wskazali Yungas w Boliwii. Dawniej gatunek bywał zaliczany do rodzaju Archiplanus. Wyróżnia się trzy podgatunki Cacicus chrysonotus:
- C. c. chrysonotus Orbigny & Lafresnaye, 1838 – kacykowiec andyjski[4]
- C. c. leucoramphus (Bonaparte, 1845) – kacykowiec kolumbijski[4]
- C. c. peruvianus J.T. Zimmer, 1924

Niektórzy autorzy traktowali podgatunki leucoramphus i peruvianus jako osobny gatunek – Cacicus leucoramphus.

### Etymologia
- Cacicus: hiszpańska nazwa „Cacique” dla kacyka, od nazwy cacike oznaczającej w języku Tainów ‘szefa’, od majańskiego cakchikeles ‘wódz’[11].
- chrysonotus: gr. χρυσονωτος, khrusonōtos – ‘złotogrzbiety’[12].

## Morfologia
Nieduży ptak ze średniej wielkości, grubym u nasady, dosyć długim i szpiczastym, bladym w kolorze kości słoniowej (z odcieniami od żółtego do zielonkawego) dziobem. Tęczówki niebieskie lub błękitne, u osobników młodocianych ciemnobrązowe. Nogi czarne. Ptak o błyszczącym czarnym upierzeniu z żółtym kuprem i dolną częścią grzbietu. Dymorfizm płciowy słabo widoczny, samice są mniejsze i mają bardziej matowe upierzenie. Długość ciała z ogonem: C. c. chrysonotus około 28–30 cm, C. c. leucoramphus: samce 28 cm, samice 25 cm; masa ciała: C. c. chrysonotus: samiec 92,5 g, samica 66,5 g, C. c. leucoramphus: samiec 98 g, samica 64,5 g.

## Zasięg występowania
Kacykowiec andyjski występuje:
- C. c. chrysonotus – w peruwiańskich Andach na południe od regionu Junín do departamentu Santa Cruz w środkowej Boliwii,
- C. c. leucoramphus – w Andach od stanu Táchira na zachodzie Wenezueli, poprzez Kolumbię do południowo-wschodniego Ekwadoru i skrajnie północno-zachodniej części Peru (w regionie Piura),
- C. c. peruvianus – na wschodnich stokach peruwiańskich Andów od regionu Amazonas do regionu Junín.

Jest gatunkiem osiadłym. Zasięg występowania według szacunków organizacji BirdLife International obejmuje 2,55 mln km².

## Ekologia
Głównym habitatem kacykowca andyjskiego są subtropikalne i umiarkowane górskie lasy deszczowe z przewagą drzew z rodzajów kluzja i onatnia. Występuje na wysokościach od 1800 do 3600 m n.p.m., a poszczególne podgatunki: C. c. chrysonotus 1800–3300 m n.p.m., C. c. leucoramphus 2000–3600 m n.p.m., C. c. peruvianus 2000–3300 m n.p.m. Jest gatunkiem osiadłym, chociaż możliwe są pewne migracje wysokościowe zimą. Żeruje w koronach drzew i na obrzeżach lasu, także wśród bambusów. W skład jego diety wchodzą głównie owady i inne stawonogi; zjada także owoce i nektar. Kacykowiec andyjski występuje pojedynczo, w parach lub w niewielkich grupach po 5–10 osobników. Żeruje także w stadach mieszanych z ptakami m.in. z rodzaju Cyanolyca, andotanagrem kapturowym czy kacykarzem. Długość generacji jest określana na 4,6 lat.

### Rozmnażanie
Niewiele wiadomo o rozmnażaniu tego gatunku. Sezon lęgowy w Kolumbii trwa od lutego do lipca, w Boliwii obserwowano podloty w okresie październik–styczeń. Gniazduje pojedynczo lub w niewielkich koloniach. Obserwowano kolonię sześciu gniazd w Ekwadorze. Gniazdo w postaci podłużnego worka dochodzącego do około 50 cm długości z wejściem usytuowanym w górnej części, zbudowane jest z włókien roślinnych i umieszczone na gałęzi na średniej wysokości.

## Status
W Czerwonej księdze gatunków zagrożonych IUCN kacykowiec andyjski klasyfikowany jest jako gatunek najmniejszej troski (LC – Least Concern). Liczebność populacji nie została określona, ale ptak ten opisywany jest jako dość pospolity w południowej części zasięgu, za to rzadki w Kolumbii i Wenezueli. BirdLife International ocenia trend liczebności populacji jako lekko spadkowy ze względu na wylesianie.